# Félix Fernández
Félix Fernández Salcines  (Madrid, 23 de mayo de 1960) es un exjugador de waterpolo español. Disputó los Juegos Olímpicos de  Los Ángeles 1984 con España, obteniendo un cuarto puesto.

## Participaciones en competiciones internacionales
- Los Ángeles 1984, puesto 4.
- Bronce en el Campeonato de Europa de Roma 1983
- Plata en Juegos del Mediterráneo Casablanca 1983
- Campeonato de Europa de Split 1981 5.º
- Campeonato del Mundo de Guayaquil 1982 8.º
- 4.º Campeonato de Europa Júnior 1978 Budapest
- Campeón de Europa Júnior 1980 Holanda.